# 844 Leontina
A 844 Leontina (ideiglenes jelöléssel 1916 AP) egy kisbolygó a Naprendszerben. Joseph Rheden fedezte fel 1916. október 1-jén.